# Aladino (personaje)

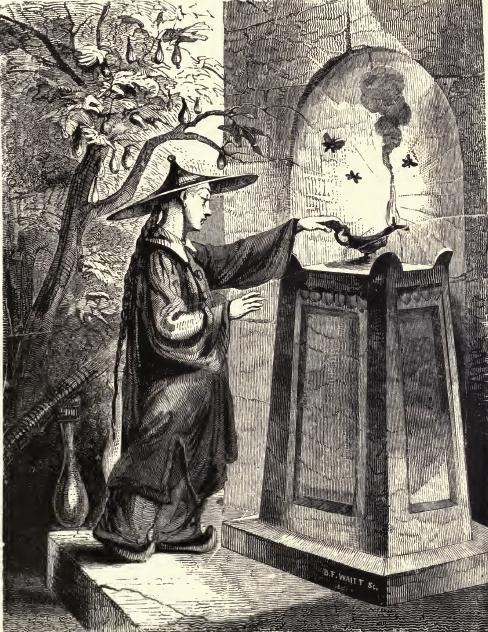
Aladino en una ilustración del cuento: Aladino y la lámpara maravillosa.

Aladino (del árabe علاء الدين, DMG ʿAlāʾ ad-Dīn , en español "nobleza/grandeza de la fe") es el protagonista del cuento de hadas oriental-Persa Aladino y la lámpara maravillosa de los cuentos de hadas de la coleccíon que componen Las mil y una noches. Al igual que Ali Baba y los cuarenta ladrones, se cree que Aladino y la lámpara mágica fueron agregados a la colección de cuentos por el traductor francés Antoine Galland en el siglo XVIII. Su fuente fue Hanna Diyab, un joven árabe maronita cristiano de Alepo.

## Resumen de la trama

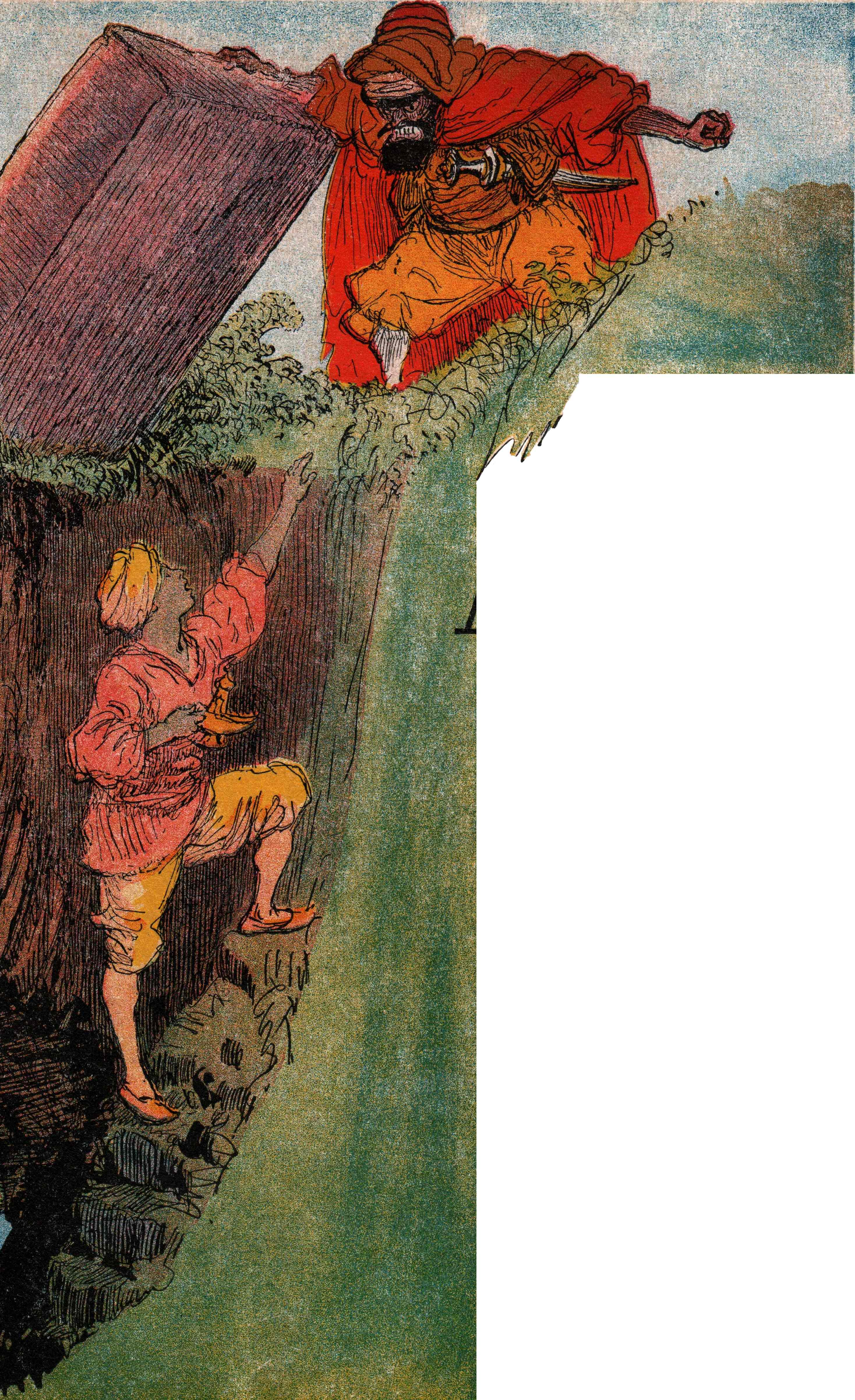
El Hechicero atrapa a Aladino en la cueva mágica

La historia se cuenta a menudo con variaciones. A continuación un resumen de la traducción de Burton de 1885.
Aladino es un joven empobrecido que vive en "una de las ciudades de China", reclutado por un hechicero del Magreb, que se hace pasar por el hermano del difunto padre de Aladino, Mustafá el sastre, convence a Aladino y a su madre de su buena voluntad al pretender que el muchacho se convierta en un rico comerciante. El verdadero motivo del hechicero es persuadir al joven Aladino para que recupere una maravillosa lámpara de aceite (chirag) de una trampa para bobos cueva mágica. Después de que el hechicero intente traicionarle, Aladino se encuentra atrapado en la cueva. Aladino sigue llevando un anillo mágico que el hechicero le ha prestado. Cuando se frota las manos con desesperación, frota sin querer el anillo y un jinnī (o "genio") aparece y le libera de la cueva, permitiéndole volver con su madre mientras tiene la lámpara. Cuando su madre intenta limpiar la lámpara para poder venderla y comprar comida para su cena, aparece un segundo genio mucho más poderoso que está obligado a cumplir las órdenes de la persona que tiene la lámpara.
Con la ayuda del genio de la lámpara, Aladino se hace rico y poderoso y se casa con la princesa Badroulbadour, la hija del sultán (tras frustrar mágicamente su matrimonio con el hijo del visir). El genio construye a Aladino y a su novia un maravilloso palacio, mucho más magnífico que el del sultán.
El hechicero se entera de la buena fortuna de Aladino y regresa; consigue la lámpara engañando a la esposa de Aladino (que desconoce la importancia de la lámpara) ofreciéndole cambiar "lámparas nuevas por viejas". Ordena al genio de la lámpara que se lleve el palacio, junto con todo su contenido, a su casa en el Magreb. Aladino todavía tiene el anillo mágico y es capaz de convocar al genio menor. El genio del anillo no puede deshacer directamente la magia del genio de la lámpara, pero es capaz de transportar a Aladino al Magreb donde, con la ayuda de las "artimañas de mujer" de la princesa, recupera la lámpara y mata al hechicero, devolviendo el palacio a su lugar.
El hermano más poderoso y malvado del hechicero planea destruir a Aladino por haber matado a su hermano, disfrazándose de una anciana conocida por sus poderes curativos. Badroulbadour cae en su disfraz y ordena a la "mujer" que se quede en su palacio en caso de enfermedad. Aladino es advertido de este peligro por el genio de la lámpara y mata al impostor.
Aladino acaba sucediendo a su suegro en el trono.

## Historia original
Aladino es un joven pobre que vive en Catai. Un día encuentra una lámpara mágica en la que está encerrado un jinn, dispuesto a conceder los deseos del dueño de la lámpara. Con la ayuda de los jinn, ʿAlāʾ al-Dīn (que en otras circunstancias nunca podría haber aspirado a casarse con una princesa) se hace rico y poderoso y se casa con la princesa Badroulbadour, hija del sultán del reino de Catai en el que se desarrolla la historia. Para ello, derrotan juntos al mago malo que viene del Magreb y, una vez muerto, también a su malvado hermano.

## Configuración
Las frases iniciales de la historia, tanto en la versión de Galland como en la de Burton, la sitúan en "una de las ciudades de China". Por otro lado, no hay prácticamente nada en el resto de la historia que sea inconsistente con un escenario del Medio Oriente. Por ejemplo, se hace referencia al gobernante como "Sultán" en lugar de "Emperador", como en algunos relatos, y las personas en la historia son musulmanes y su conversación está llena de tópicos musulmanes. Un comerciante judío compra las mercancías de Aladino, pero no se menciona a los budistas, taoístas o confucianos.
En particular, los grupos étnicos en la historia de China han incluido durante mucho tiempo grupos musulmanes, incluidas grandes poblaciones de uigures , y el pueblo Hui, así como los tayikos, cuyos orígenes se remontan a los viajeros de la Ruta de la Seda. Se sabe que las comunidades islámicas existen en la región desde la dinastía Tang (que subió al poder simultáneamente con la carrera del profeta Mahoma). Algunos han sugerido que el escenario previsto puede ser Turkestán (que abarca Asia Central y la actual provincia china de Xinjiang ) en el oeste de China.
Por todo esto, la especulación sobre un escenario chino "real" depende de un conocimiento de China que el narrador de un cuento popular (a diferencia de un experto en geografía) bien podría no poseer. En el uso árabe temprano, se sabe que China se usó en un sentido abstracto para designar una tierra lejana y exótica.

## Patrones y variantes

### Tipo de cuento
La historia de Aladdin está clasificada en el índice Aarne-Thompson-Uther como tipo de cuento ATU 561, "Aladdin", según el personaje. En el Índice, la historia de Aladino se sitúa junto a dos tipos de cuentos similares: ATU 560, El anillo mágico , y ATU 562, El espíritu en la luz azul. Todas las historias tratan de un niño o soldado sin suerte y empobrecido, que encuentra un objeto mágico (anillo, lámpara, yesquero) que le concede sus deseos. En este tipo de cuento, el objeto mágico es robado, pero finalmente se recupera gracias al uso de otro objeto mágico.

### Distribución
Desde su aparición en Las mil y una noches, el cuento se ha integrado en la tradición oral. Los académicos Ton Deker y Theo Meder localizaron variantes en toda Europa y Oriente Medio.
Se ha atestiguado una variante india , titulada La lámpara mágica y recogida entre el pueblo santal.

## Adaptaciones
Película
- Achmed, el Príncipe Fantástico (Die Abenteuer des Prinzen Achmed) (1926)
- Aladino y su lámpara maravillosa (1939): cortometraje animado de Popeye en el que el propio Popeye, al que pone voz en el original Jack Mercer, se hace pasar por Aladino
- El ladrón de Bagdad (1940): su nombre es Ahmad, interpretado por John Justin
- Allauddin Adhbhuta Deepam (1957)
- Allavudeenum Arputha Vilakkum (1957)
- Alladdin Ka Chirag (1957)
- La princesa y el hechicero (1001 noches árabes) (1959): doblada en el original por Dwayne Hickman
- Las maravillas de Aladino (1961): con la voz de Donald O'Connor
- La lámpara de Aladino (Volshebnaya lampa Aladdina) (1966): interpretado por Boris Bystrov, doblado en italiano por Luca Sandri
- Aladino (1967): interpretado por Fred Grades
- Aladino y su lámpara maravillosa (Aladino y la lámpara maravillosa) (1970): con la voz en el original de Gastón Guez (adulto), Jean-Pierre Leroux (niño), Paul Guez (niño)
- Allauddinum Albhutha Vilakkum (1979)
- La lampada di Aladino (Aladdin to mahou no Lamp) (1982): con voz en el original de Kazuo Kamiya
- Superfantagenio (1986): llamado Al Haddin, interpretado por Luca Venantini
- Aladino (Aladdin) (1992): con la voz en el original de Cam Clarke
- Las aventuras eróticas de Aladino X (1994): con la voz de Christoph Clark
- El fantástico mundo de Aladino (Un niño en el palacio de Aladino) (1998): interpretado por Aharon Ipalé
- Aladin (2009): interpretado por Ritesh Deshmukh

Series de televisión
- En el reino de los cuentos de hadas (Teatro de cuentos de hadas de Shelley Duvall) (1986): interpretado por Robert Carradine
- Los más bellos cuentos de hadas (Anime Sekai no Dowa) (1995): con voz en original de Ryōtarō Okiayu en italiano de Davide Garbolino
- Simsalagrimm (Simsala Grimm) (2010)
- Las mil y una noches - Aladino y Sherezade (Mil y una noches) (2012): interpretado por Marco Bocci
- Magi: El laberinto de la magia (2012): con la voz en el original de Kaori Ishihara

### Versión Disney
Aladino es el protagonista de la franquicia de Disney que se originó con los clásicos Aladdin de 1992; su nombre se mantiene en inglés, "Aladdin".

## Lectura adicional
- Gaál, E. (1973). «Aladdin and the Wonderful Lamp». Acta Orientalia Academiae Scientiarum Hungaricae 27 (3): 291-300. JSTOR 23657287.
- Gogiashvili, Elene (3 de abril de 2018). «The Tale of Aladdin in Georgian Oral Tradition». Folklore 129 (2): 148-160. S2CID 165697492. doi:10.1080/0015587X.2017.1397392.
- Haddawy, Husain (2008). The Arabian Nights. W. W. Norton & Company. ISBN 978-0-393-33166-0.
- Huet, G. (1918). «Les Origines du Conte de Aladdin et la Lampe Merveilleuse». Revue de l'histoire des religions 77: 1-50. JSTOR 23663317.
- Larzul, Sylvette (2004). «Further Considerations on Galland's 'Mille et une Nuits': A Study of the Tales Told by Hanna». Marvels & Tales 18 (2): 258-271. JSTOR 41388712. S2CID 162289753. doi:10.1353/mat.2004.0043.
- Marzolph, Ulrich (1 de julio de 2019). «Aladdin Almighty: Middle Eastern Magic in the Service of Western Consumer Culture». Journal of American Folklore 132 (525): 275-290. S2CID 199268544. doi:10.5406/jamerfolk.132.525.0275.
- Nun, Katalin; Stewart, Dr Jon (2014). Volume 16, Tome I: Kierkegaard's Literary Figures and Motifs: Agamemnon to Guadalquivir (en inglés). Ashgate Publishing. ISBN 978-1-4724-4136-2.